# 平湖城隍庙
平湖城隍庙位于中国浙江省嘉兴平湖市当湖街道水洞埭社区解放东路北侧、城隍弄东侧，始建于明宣德五年（1430），与平湖置县同年。今建筑中轴线上依次为灵官殿三间、正殿三间和大雄宝殿七间，正殿尚为原物，两侧设有厢房，2014年重修。 